# MaYaN
Mayan (ortografiat MaYaN) este o formație de symphonic death metal olandeză înființată de vocalistul Mark Jansen, chitaristul Frank Schiphorst și keyboardistul Jack Driessen. Trupa se caracterizează prin prezența a numeroși soliști vocali, membri sau invitați, care realizează un mix de voci clean, death growl și screams, acompaniat de o instrumentație care îmbină elemente din heavy metal și symphonic metal.
Înființată în 2010, formația a lansat două albume de studio, Quarterpast în 2011 și Antagonise în 2014. Numele trupei a fost ales de Jansen ca rezultat al fascinației sale pentru fosta civilizație mayașă.
Pe 6 septembrie 2013, Nuclear Blast au publicat o declarație de presă confirmând că Laura Macrì și Henning Basse, anterior invitați în studio și membri de turneu pentru primul album, au devenit membri deplini ai formației.
În 2015, Rob van der Loo a părăsit formația pentru a se concentra pe trupa Epica și pe un nou proiect, iar Roel Käller i-a luat locul ca basist. În plus, George Oosthoek (ex-Orphanage) s-a alăturat MaYaN ca vocalist growl. Pe 21 iunie 2017 s-a făcut public faptul că Marcela Bovio, fosta solistă a Stream of Passion și colaboratoare obișnuită a formației începând din 2014, a devenit și ea membru deplin.

## Componență
| Membri actuali - Mark Jansen - voci growl și scream (2010–prezent) - Frank Schiphorst - chitare (2010–prezent) - Jack Driessen - keyboard, voci scream (2010–prezent) - Ariën van Weesenbeek - baterie, voci growl (2010–prezent) - Laura Macrì - voce (2013–prezent; înregistrări: 2011–2012) - Henning Basse - voce (2013–prezent, membru de turneu 2011–2012) - Merel Bechtold - chitare (2013–prezent) - George Oosthoek - voci growl (2016–prezent) - Roel Käller - bas (2016-prezent) - Marcela Bovio - voce (2017-prezent; înregistrări: 2014-2017) | Foști membri - Sander Gommans - chitare (2010) - Jeroen Paul Thesseling - bas (2010-2011) - Isaac Delahaye – chitare (2010-2013) - Rob van der Loo – bas (2011–2015) Membri pentru înregistrări - Floor Jansen - voce (2011-2012) - Simone Simons - voce (2011) - Amelie Mangelschots - voce (2011) |

## Discografie
- Quarterpast (2011)
- Antagonise (2014)